# Embolotherium
Embolotherium (en griego εμβωλή, embolê + θήριον, thêrion "bestia en ariete", o "bestia en cuña") es un género extinto de la familia de los brontotéridos, que vivió en Mongolia en el Eoceno superior. Medía alrededor de 2,5 m de alto, más grande que cualquier rinoceronte actual.

## Características

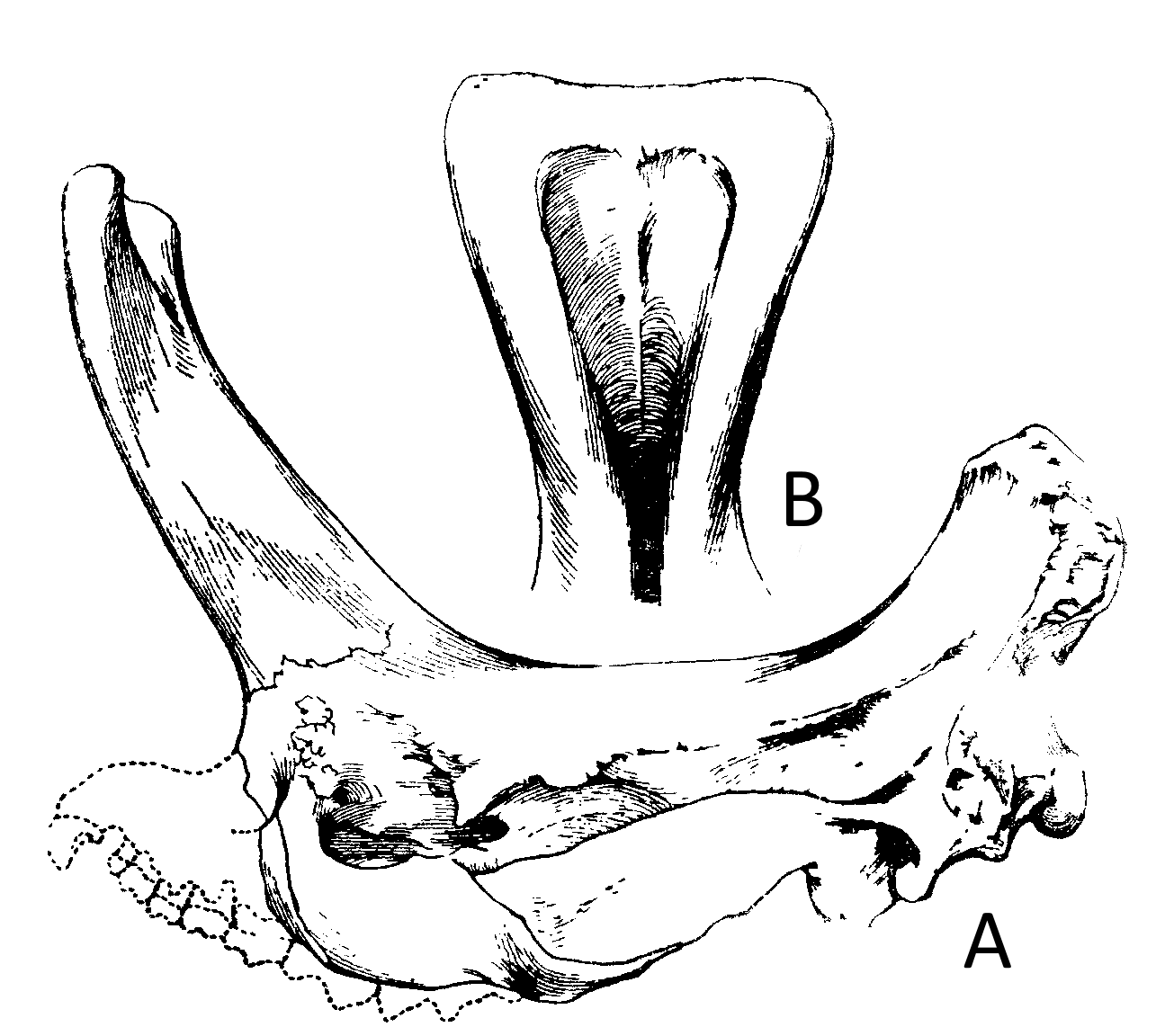
Ilustración de Henry Osborn del cráneo de Embolotherium andrewsi.

Embolotherium fue uno de los más grandes representantes de los brontotéridos y alcanzaba proporciones similares a las de sus parientes Megacerops y Gnathotitan. Los tres géneros son los más comparables en sus dimensiones con los rinocerontes, al menos para Megacerops se le da un peso de alrededor de dos toneladas. El Embolotherium se caracteriza por su cuerno, que a diferencia de los rinocerontes actuales se compone de hueso, mientras que el de los rinocerontes es enteramente de queratina, lo que ha llevado a la teoría de que eran más bien elementos de exhibición que de lucha.

## Fósiles

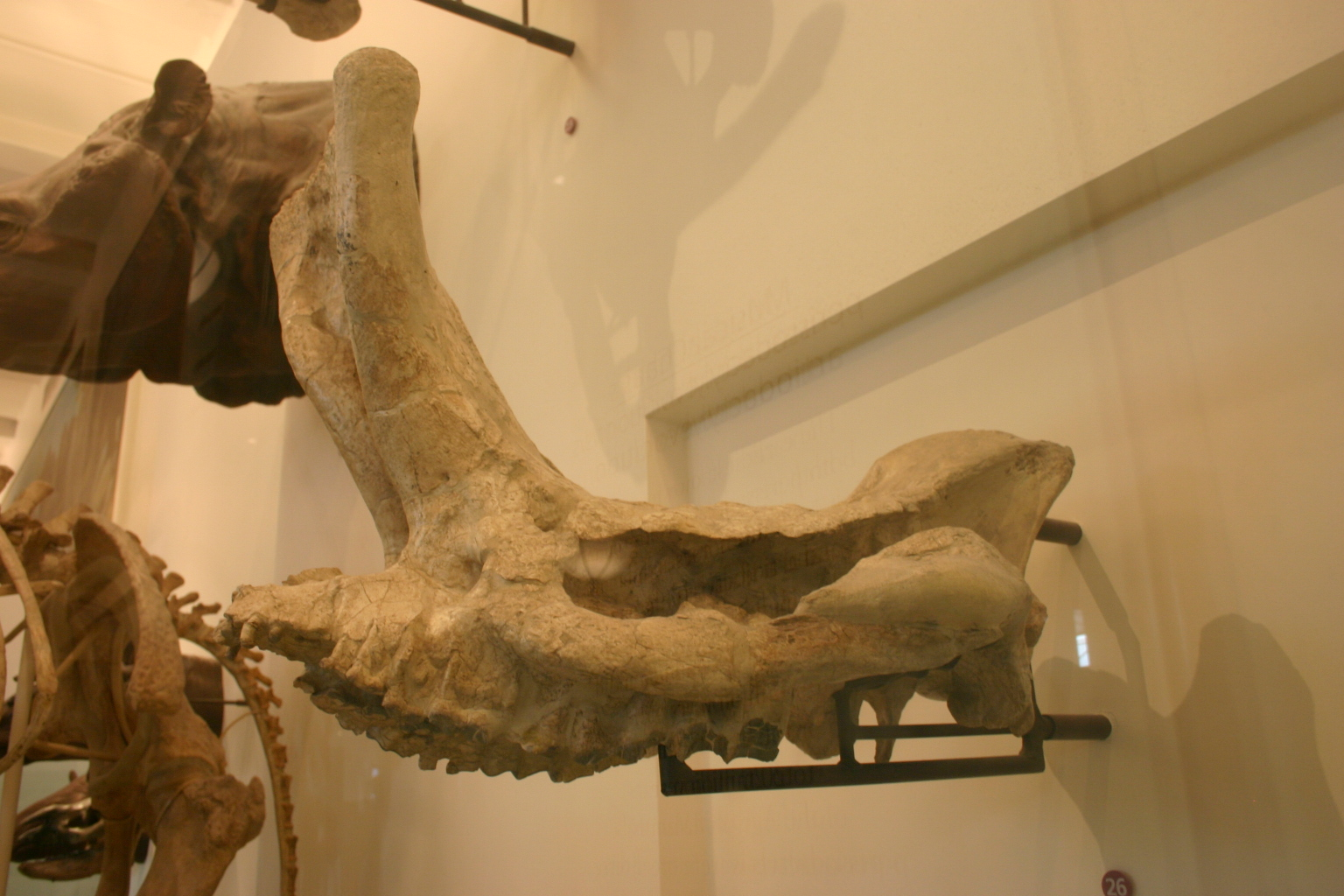
Cráneo de un E. andrewsi

Los hallazgos de Embolotherium se han realizado sólo en el norte de Asia, y se han descubierto en gran parte de la región autónoma china y Mongolia. Se han encontrado en la formación Ulan en la región Shara Murun en Mongolia Interior. Aquí, en 1928, se hallaron  fósiles que incluyen restos de catorce individuos con el cráneo completo o fragmentado. A diferencia de muchos de los demás familiares de Embolotherium, no hay pruebas claras de que Embolotherium haya tenido dimorfismo sexual. Todos los especímenes conocidos de Embolotherium tienen grandes cuernos. Por lo tanto, junto con el hecho de que los cuernos eran huecos y frágiles en comparación con los cuernos sólidos y robustos de los brontotéridos norteamericanos, como Brontotherium. Esta hipótesis se sugiere por el hecho de que la cavidad ósea nasal se extiende hasta la punta de la cabeza, lo que implica que la cámara nasal se elevó en gran medida, posiblemente, para hacer de una cámara de resonancia.

## Especies
- Embolotherium andrewsi.
- Embolotherium efremovi.
- Embolotherium ergilensi.
- Embolotherium grangeri.
- Embolotherium louksi.
- Embolotherium ultimum.

## Imágenes

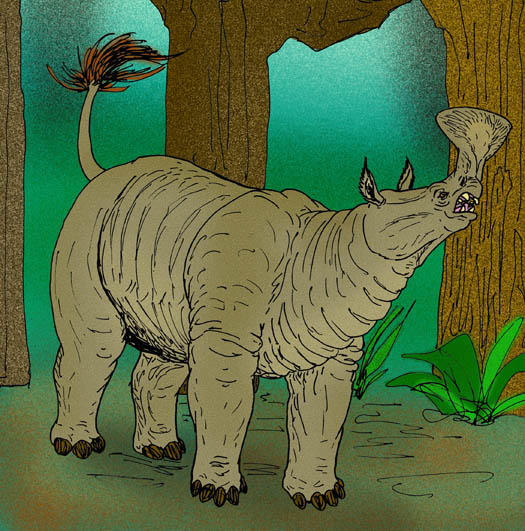
Recreación de un E  efremovi
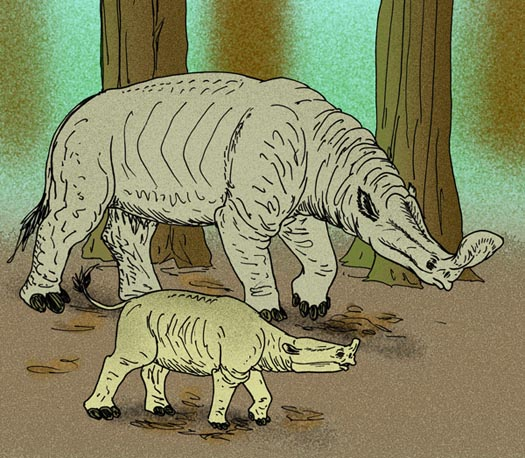
Reconstrucción de un Embolotherium grangeri adulto y su cría